# Distrito de Conayca
El distrito de Conayca, es uno de los 19 distritos que conforman la provincia de Huancavelica, ubicada en el departamento de Huancavelica, en la zona de los Andes centrales del Perú. Limita por el norte, con el distrito de Cuenca; por el este con los distritos de Izcuchaca y Huando; por el sur con los distritos de Manta y Laria; y por el oeste con el distrito de Moya.
Desde el punto de vista, jerárquico de la Iglesia católica, forma parte de la Diócesis de Huancavelica[cita requerida].

## Historia
El nombre del distrito de Conayca, proviene del vocablo quechua "Cconay" (que significa "dar"). Tiene una iglesia católica colonial denominada Santísima Trinidad hecha de piedra caliza labrada en los lugares de Caniorccona, Escorno, Alahoma y Pecczuca; en su construcción participaron los pueblos de Conayca, Huando, Cuenca, Pampas y haciendas de la época (las maderas fueron traídas desde la selva alta de Tayacaja y Pampas). El antiguo nombre de Conayca. Fue Chinchunmarka, creado con la categoría de pueblo mediante Ley s/n del 4 de septiembre de 1820, y como distrito mediante Ley N° 4612 del 5 de enero de 1923, en el gobierno del Presidente Augusto Leguía.

## Geografía
Accidentada en algunos lugares, ladera en algunas zonas, faldeada en su gran mayoría, recorre sus caminos de herradura de sur a norte, así como en diagonales. Posee microclimas diferenciados desde los 2800 m.s.n.m hasta los 3800 m.s.n.m., siendo frío en las noches y madrugadas que puede llegar a 10°C y por el día, la temperatura puede aumentar de 22°C a 25°C dependiendo de la estación del año.

## Capital
Conayca es una localidad del país Perú, en la Provincia de Huancavelica; situada a 3680 m.s.n.m de altitud; a 90,3 km de la capital provincial; en la falda norte del cerro Jhaullapa, vocablo quechua (de donde se ve todo) (5, 278 m).
El río toma diferentes nombres, como: Alahuma, Peczuka y/o río Acobambilla. Recorre el término municipal antes de unirse al Río Mantaro. Coordenadas Latitud: 12° 31’ 02” S Longitud: 75° 00’ 17” O
Posee 2 escuelas primarias, y un centro de educación secundaria, además de 1 puesto de salud.

### Anexos
- Mariscal Cáceres
- Leoncio Prado
- Huaytapampa

## Economía
Este pueblo colonial de Conayca, era antiguamente un recaudador de divisas o alcabala. Su economía se sustentaba en los cobros de peaje por el puente de Izcuchaca y del mineral que explotaban de la misma iglesia de Conayca; sus moradores también se dedicaban a la agricultura y ganadería, producida desde las orillas del río Mantaro y por todo el perímetro de la capital Conayca. Su producción agrícola es diversa, pues depende de su clima. Por ejemplo en sus valles Larmenta, Izcuchaca y Quechua se cultivan tunas, manzana, guindas, durazno, níspero, maíz, frijoles, achita y calabaza. En la zona media crecen habas, arvejas, trigo, oca, isaño o mashua y papa. En lo más alto crece cebada y la avena. En la ganadería de la zona de los valles cada poblador tiene un promedio de tres animales entre ganado vacuno, porcino, asnal, caballar y caprino. Alrededor del año 1650 fue construído el puente de Izcuchaca en el lugar denominado en quechua Tipi Mayo, lugar angosto del actual río Mantaro, donde ya existía un puente incaico rústico por el que pasaban con sus auquénidos para intercambiar alimentos de diversas zonas, y realizar trueques con las diferentes comunidades. El puente de Izcuchaca fue construido y administrado por los conayquinos, dicha construcción fue dirigida por los españoles en colaboración con arquitectos locales y europeos. La gente de la localidad afirma que se tuvo que traer madera de la selva de Tayacaja y de pequeñas aldeas de la selva Huancavelicana para construir la Iglesia matriz de Conayca, cuya piedra caliza se labró en los hornos de los valles más cercanos, evidencias arquitectónicas que perduran hasta hoy en día. Del extenso distrito de Conayca, se fueron creando nuevos distritos como Cuenca, Moya, Vilca, Acobanvilla, Anqapa; Manta, Izcuchaca, Huando, Laria, Oqoro, entre otros... y desde todos estos lugares asistían a las misas, bautizos, bodas, misa de difuntos, confesiones y eventos eclesiásticos a la iglesia Santísima Trinidad de Conayca. Por su parte, Izcuchaca fue recaudador de alcabala para los reyes de España, Virreyes de Perú, y cuanta autoridad española de esa época, actividad que formó parte de la economía de Conayca.

## Autoridades

### Municipales
- 2019 - 2022 [2]
  - Alcalde: Donato Sullcaray Huaroc, del Movimiento Independiente Trabajando para Todos.
  - Regidores:

  1. Jaime Cárdenas Meza (Movimiento Independiente Trabajando para Todos)
  2. César Arias Común (Movimiento Independiente Trabajando para Todos)
  3. Víctor Raúl García Huarocc (Movimiento Independiente Trabajando para Todos)
  4. Harasely Patty Común Huaroc (Movimiento Independiente Trabajando para Todos)
  5. Jorge Mendoza Pariona (Movimiento Regional Agua)

Alcaldes anteriores
- 2011-2014: [3] Pablo Gaspar Martínez, Movimiento Regional Ayni (Ayni).
- 2007-2010: Alexander Cárdenas Perales,[4] Partido Alianza para el Progreso.

### Policiales
- Comisario: PNP.

## Atractivos turísticos

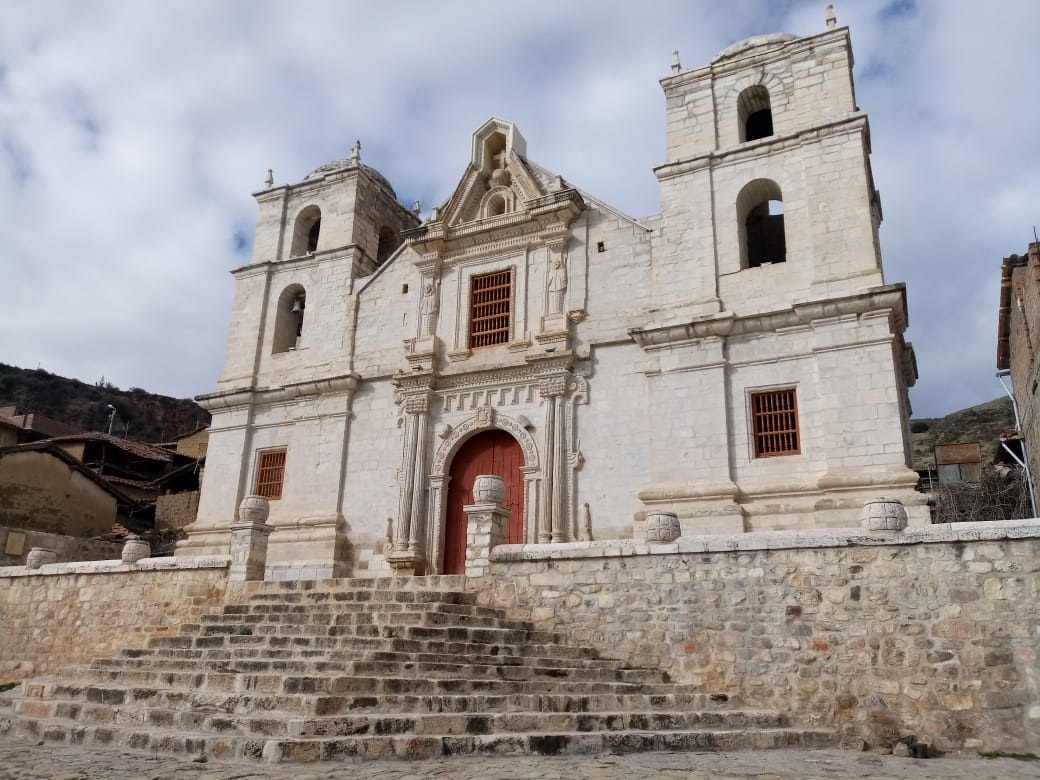
Templo Santísima Trinidad de Conayca

El distrito de Conayca es el más antiguo de la provincia de Huancavelica (Perú), cuenta con una iglesia construida en piedra caliza de la época colonial. Entre los sitios arqueológicos tenemos:
- Sitio arqueológico de Llacctaccolloy
- Sitio arqueológico de Orcco punco
- Sitio arqueológico de Punco orccon
- Sitio arqueológico de Aheccyanco
- Sitio arqueológico de Larmis.
- El mirador de Janay y Huray Punta en el anexo de Huaytapampa

## Festividades

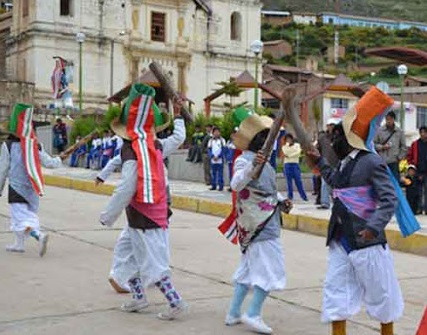
Danza de la Batalla

Sus fiestas principales son: La Batalla, San Sebastián, o 20 de enero, es una danza autóctona de Conayca, fusionada con la española, donde libraron una batalla entre moros y cristianos en España, es así que se danza con los ritos incas y la vestimenta de los españoles. Para evangelizar se toma el nombre de un santo llamado San Sebastián, anteriormente se realizaba a caballos, con el correr del tiempo se terminó danzando a pie, es así que la música se utiliza el pito o quena y un tambor de cuero de diferentes animales, es una melodía Inca, autóctona del lugar. Otro origen de esta antiquísima fiesta sería según Salvador José Espinoza Estrada, basándose en las Tradiciones Peruanas de Ricardo Palma, en el capítulo segundo de la Desolación de Castrovirreyna y en el de Federico Salas-Guevara que, esta fiesta traía muchos muertos por ambos bandos por lo que el Párroco de San Sebastián Albilo Valenzuela logró que solo se bailara en Huancavelica hasta el año 1898. Sin embargo, los amantes de este peculiar baile llevaron esta danza marcial al distrito de Conayca.
"  No hace mucho que en Huancavelica, y para la fiesta de San Sebastián, se dividían los indios en dos partidos, y después de un combate a palos y de las víctimas consiguientes, el bando vencedor se llevaba la imagen del santo y atendía a su culto durante el año. Los vencidos guardaban su enojo para el año próximo, reforzaban sus filas, y casi siempre en la batalla salían vencedores. Hubo al fin un prefecto bastante ilustrado y enérgico, que prohibió la procesión. Los indios llevaron pocos días después ante el prefecto a San Sebastián con un recurso en la mano. El memorial estaba escrito en papel sellado, llevando por sumilla esta cuarteta:
 «San Sebastián ante usía,
con el debido respeto,
pide revoque el decreto
que promulgó el otro día».
Disque el prefecto estuvo tentado de proveer, para escarmiento de santos demagogos: San Sebastián a la cárcel; pero, pensándolo mejor, hizo regresar la efigie al templo y poner en chirona a los cabecillas. El decreto prefectoral subsistió, y parece que no se han repetido los escándalos antiguos".
Es así que las autoridades de cultura de la región Huancavelica y del Perú, lo han declarado patrimonio cultural de la nación por su ritmo variado así como el Pasacalle, Carrera, Tunbay toro, la famosa Chicacha, y el jolgorio de todos los asistentes hombre y mujeres.
- 20 de enero: San Sebastián, también se le llama "El buche", es otra danza autóctona del pueblo de Conayca. Es una fusión entre la danza guerrera inca con la española, el nombre buche es un sobrenombre; a aquellas personas obesas que visitaban distintos pueblos para que les den trabajo. En esos lugares realizaban el enganche, dándoles media libra, o una libra, para trabajar en las minas de Huancavelica, en Cerro de Pasco, y en Junín, es así que esta danza se baila en sátira a aquellos enganchadores panzones. Su nombre real es "Los Cerreños".
- Junio: El Padre Eterno o Santísima Trinidad es una fiesta patronal muy concurrida por todos los Conaiquinos y turistas nacionales.
- Julio: Santiago Apóstol: Es el conteo de los animales y es el reconocimiento de la pastora o pastor, un acontecimiento popular, en dicha celebración se paga a la tierra; con el misachico, el anjoso, con vino y coca, es el momento de ofrecer al pastor la mejor fruta, la mejor vestimenta y su wualljha de panes y frutas. Esto se ameniza con tinyas o pequeños tambores y una corneta de maguey, es otra fusión de los costumbre Incas, para su evangelización se toma el nombre del Santo Santiago.
- 20 de octubre: Señor de los Milagros